# 녹차라테

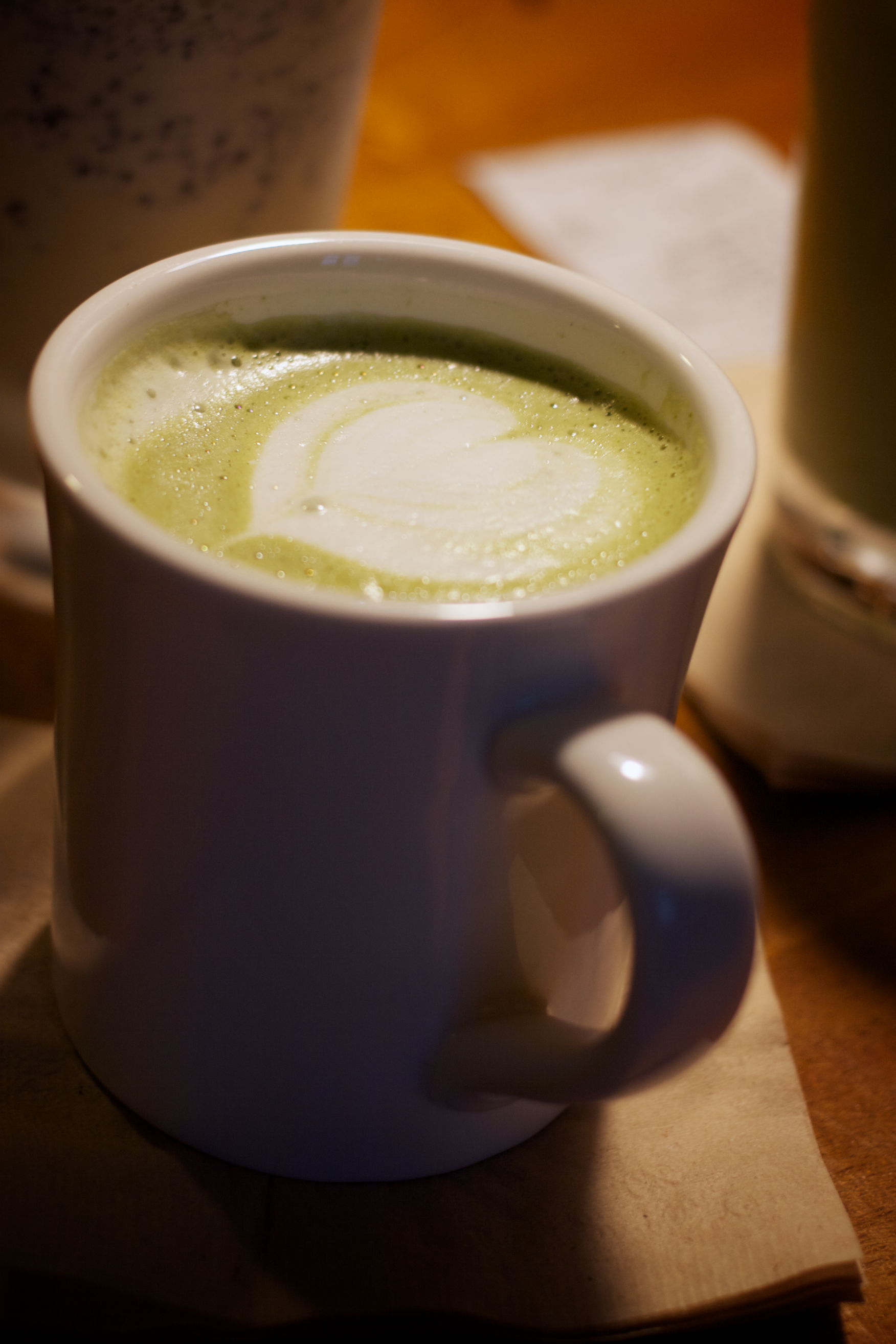

녹차라떼 또는 그린티 라떼(Green tea Latte)는 녹차를 넣은 라테의 종류이다. 잎 상태인 녹차를 파우더 형태로 갈아서 설탕과 덱스트린 등과 함께 혼합해 사용한다. 2000년대 초반 에스프레소코리아(주) 최성일이사가 일본에서 들여온 100% 분말 녹차에 설탕을 넣고 에스프레소 머신의 스팀을 이용해 우유를 스티밍하고 라떼잔에 커피 대신 파우더를 넣고 소량의 스팀된 우유를 넣어 막대스푼으로 저어 녹인 다음 우유를 부어서 완성하는 메뉴이다. 최초에는 건강을 고려한 메뉴로 개발되었다.

## 같이 보기
- 녹차
- 라테